# Myrmecaelurus atrifrons
Myrmecaelurus atrifrons är en insektsart som först beskrevs av Hölzel 1970.  Myrmecaelurus atrifrons ingår i släktet Myrmecaelurus och familjen myrlejonsländor. Inga underarter finns listade i Catalogue of Life.